# Jorge Molist
Jorge Molist   (Barcelona, 1951) és un escriptor català en llengua castellana.

## Biografia
Va passar la seva infància al barri El Raval de Barcelona, i a la seva biblioteca municipal va descobrir la seva passió per la lectura i l'escriptura. Tot i això, per raons econòmiques va haver de començar a treballar als catorze anys com a aprenent en una impremta. En els anys següents va simultaniejar treballs d'aprenent en un taller mecànic i en un altre de reparació de ràdios i televisors amb el batxillerat nocturn. Va cursar la carrera d'enginyer industrial ajudant-se amb feines diverses que van incloure, peó d'obra, classes particulars, cobrador de rebuts, extra de cinema, venedor de llibres i tècnic en fàbriques i en una central nuclear a França. Un cop graduat i treballant ja per a una gran corporació, va fer un màster de direcció d'empreses. La seva carrera professional el va portar a residir i treballar a diferents zones dels Estats Units i a tenir responsabilitats de negoci tant a Amèrica com a diversos països europeus.
El 1996 va decidir reprendre la seva passió de la infància per l'escriptura i va publicar la seva primera novel·la amb el títol de Los muros de Jericó l'any 2000. L'any 2008 va abandonar la seva activitat professional com a director general de Paramount Pictures Home Entertainment (divisió videogràfica de Paramount Pictures Spain SL) per dedicar-se a l'escriptura completament. El seu darrer llibre és El Español.

## Obres[calcitació]
- Los muros de Jericó (2000). Una versió reescrita d'aquesta novel·la va ser publicada el 2006 com El retorno càtaro
- Presagio (2003), basada en fets reals, relata el xoc de l'espiritualitat mexicana amb la cultura dels Estats Units.
- El anillo, la herencia del último templario (2004), va constituir un gran èxit tant a Espanya com a internacionalment.
- El retorno cátaro (2006)
- La reina oculta (2007)
- Prométeme que serás libre (2011)
- Tiempo de cenizas (2013)
- Canción de sangre y oro (2018)
- La reina sola (2021)[2]
- El latido del mar (2023)

## Premis
- 2018: XXIII Premio Fernando Lara per Canción de sangre y oro.[3]
- 2007: Premio de Novela Histórica Alfonso X El Sabio per La reina oculta .[cal citació]
- 2004: finalista del Premi de Novel·la Històrica Alfonso X El Sabio per El anillo, la herencia del último templario.[cal citació]